# Узкоколейные железнодорожные краны

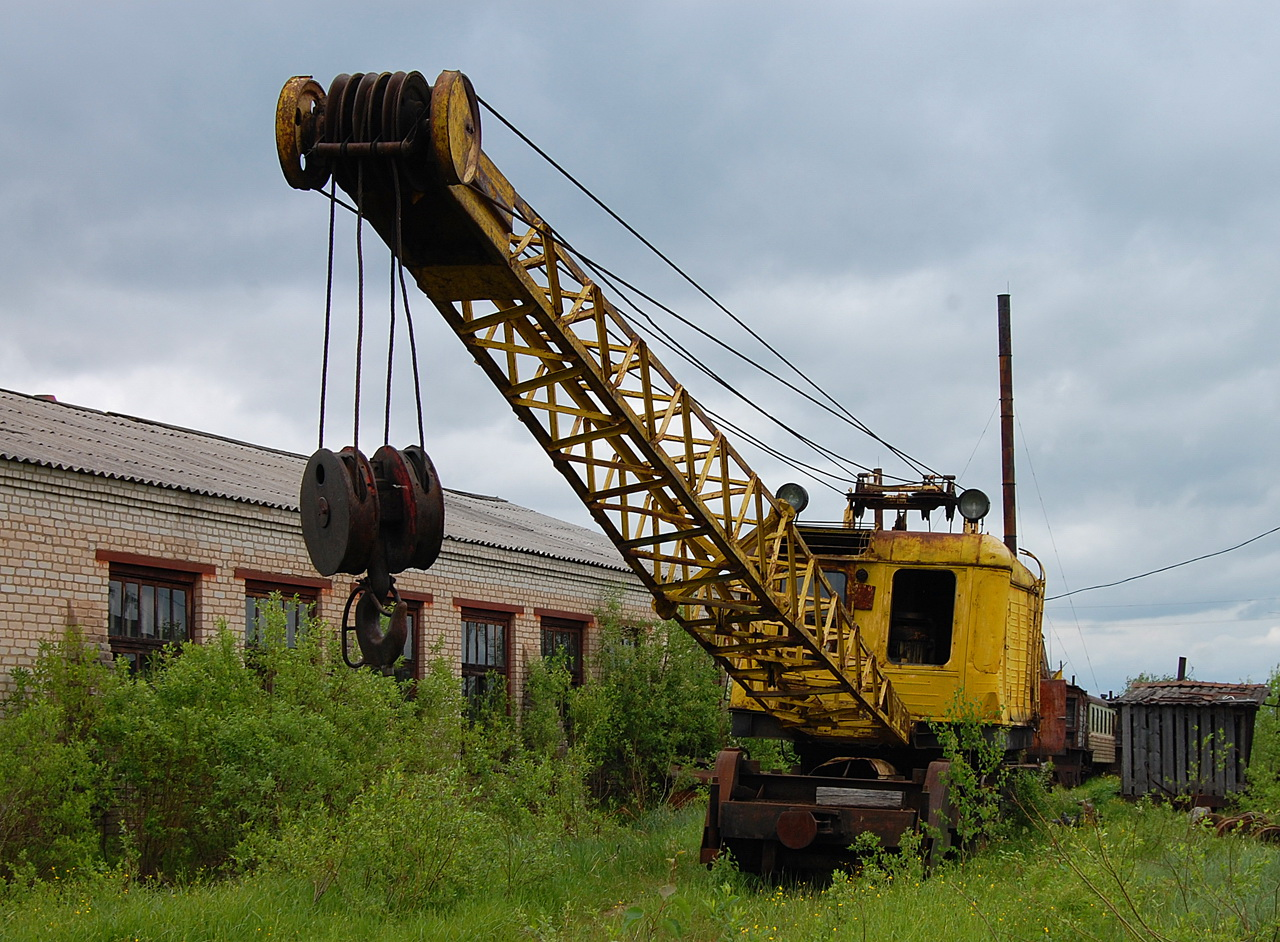
Кран КЖУ-0, Опаринская УЖД

Узкоколе́йные железнодоро́жные кра́ны — железнодорожные краны, предназначенные для механизации погрузо-разгрузочных и восстановительных работ на дорогах узкой колеи.

## Дизель-электрический кран КЖУ-0

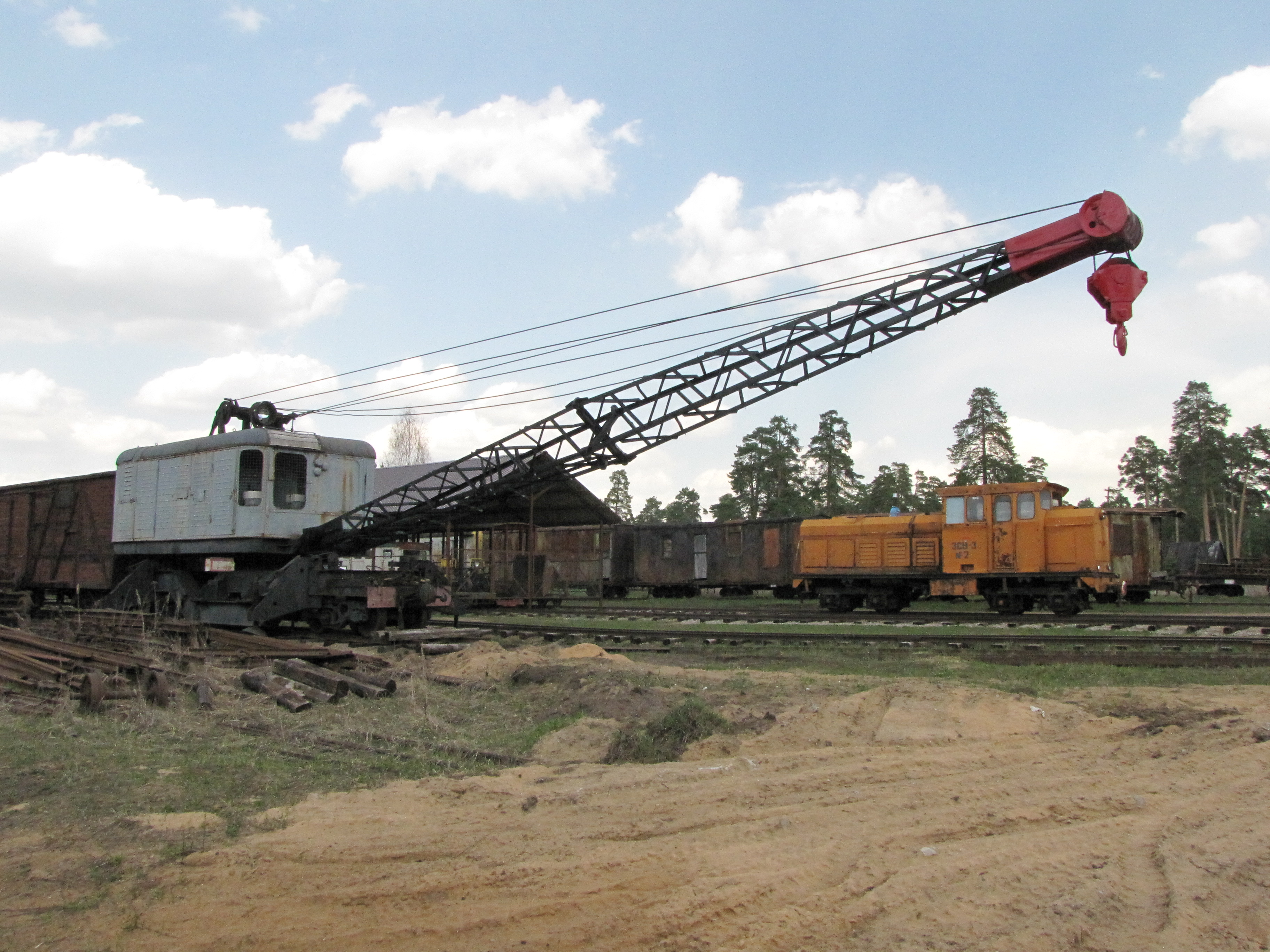
Кран КЖУ-0 и ЭСУ3 — № 2, ПЖМ

Производство КЖУ-0 наладили в 1972 году на Монетном ремонтно-механическом заводе треста Свердловскторф (МРМЗ). За основу крана была взята поворотная платформа гусеничного торфяного крана КПТ-1 Ивторфмаш, установленная на специальную узкоколейную платформу. Привод поворотной платформы и рабочего оборудования — от индивидуальных электродвигателей, питаемых дизель-электрической установкой (дизель-генератор) ДСМ-50 или ДГ-50-10, напряжением 3×380 В, мощностью 50 кВт. Привод всех механизмов — электромеханический, кран может работать от сети напряжением 3×380 В или от самоходной электростанции. Скорость передвижения крана самоходом — 0,83 км/ч, в составе поезда, при отключенном механизме передвижения — 10 км/ч, вес — 23,37 тонны, грузоподъёмность крана 8 тонн, при помощи этого крана можно производить погрузо-разгрузочные и многие ремонтно-восстановительные работы на путях узкой колеи. Кранов КЖУ-0, всего было изготовлено порядка 80 шт, и наибольшее распространение они получили на торфяных дорогах.

## Несамоходная крановая установка ЛТ-110

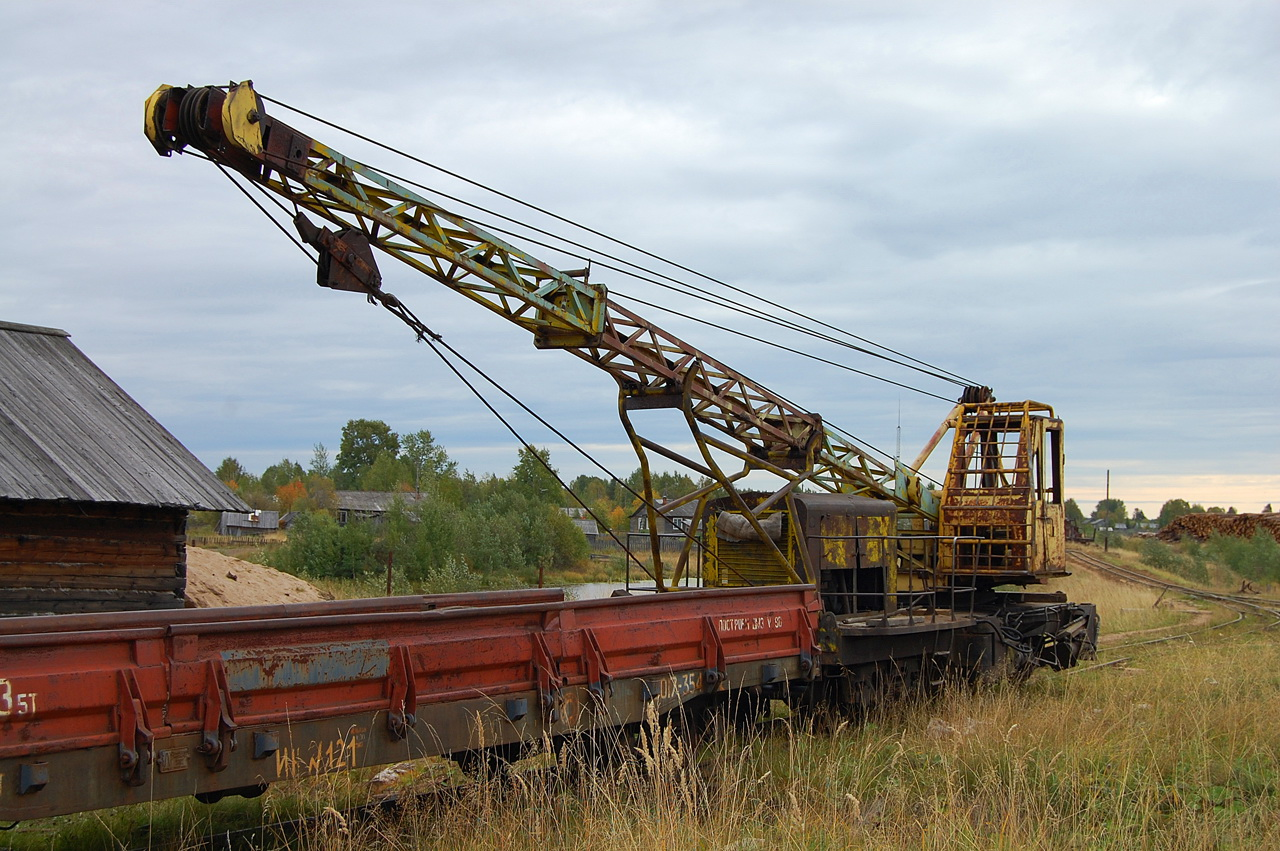
Кран несамоходный ЛТ-110, Зелинниковская УЖД

Няндомские экспериментальные механические мастерские наладили производство ЛТ-110 в начале 70-х годов. Кран несамоходный, полноповоротный, максимальная грузоподъемность 6,3 тонн. Несамоходная крановая установка состоит из поворотной платформы крана ЛВ-73, установленной на специальной узкоколейной платформе. На платформе установлен двигатель ЗИЛ-130 — карбюраторный, мощность 150 л. с., от которого через карданные валы вращение передается на лебедки крана. Несамоходная крановая установка оснащена выносными опорами (аутригерами) для повышения устойчивости платформы. Может эффективно использоваться на подъёме аварийной древесины и подвижного состава, механизации погрузочно-разгрузочных и путевых работ на путях узкой колеи. Основное распространения эти крановые установки получили на лесовозных железных дорогах.
Кран ЛТ-110 № 012 экспонируется в Музее Тёсовской УЖД, ранее он работал на Нюбской узкоколейной железной дороге.

## Гидрокран ДМ-20

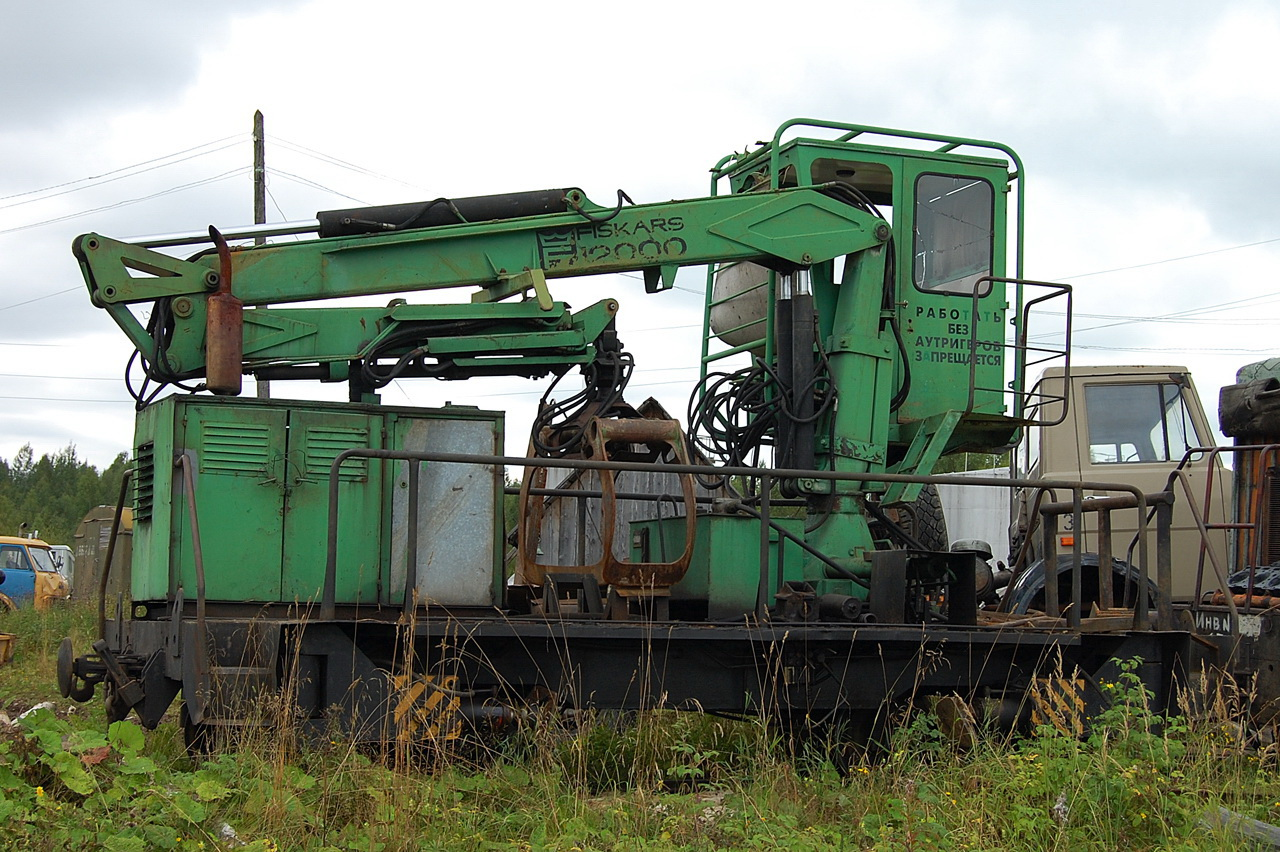
Гидрокран ДМ-20 Fiskars, Лойгинская УЖД

Архангельский лесотехнический институт (АЛТИ) в начале 90-х годов разработал и изготовил образцы грузоподъёмной машины ДМ-20 для лесовозных узкоколеек. Гидрокран ДМ-20 состоит из узкоколейной платформы с выносными опорами (аутригерами), на платформе установлен дизельный двигатель и манипулятор Loglift или Fiskars с кабиной для оператора. Предназначен для погрузки: хлыстов, сортиментов лесоматериалов, шпал и брусьев стрелочных переводов на подвижной состав узкой колеи. Может эффективно использоваться на подъёме аварийной древесины и подвижного состава, механизации погрузочно-разгрузочных и путевых работ с применением грейферного захвата. Эти машины получили распространение на лесовозных железных дорогах.

## Фотогалерея

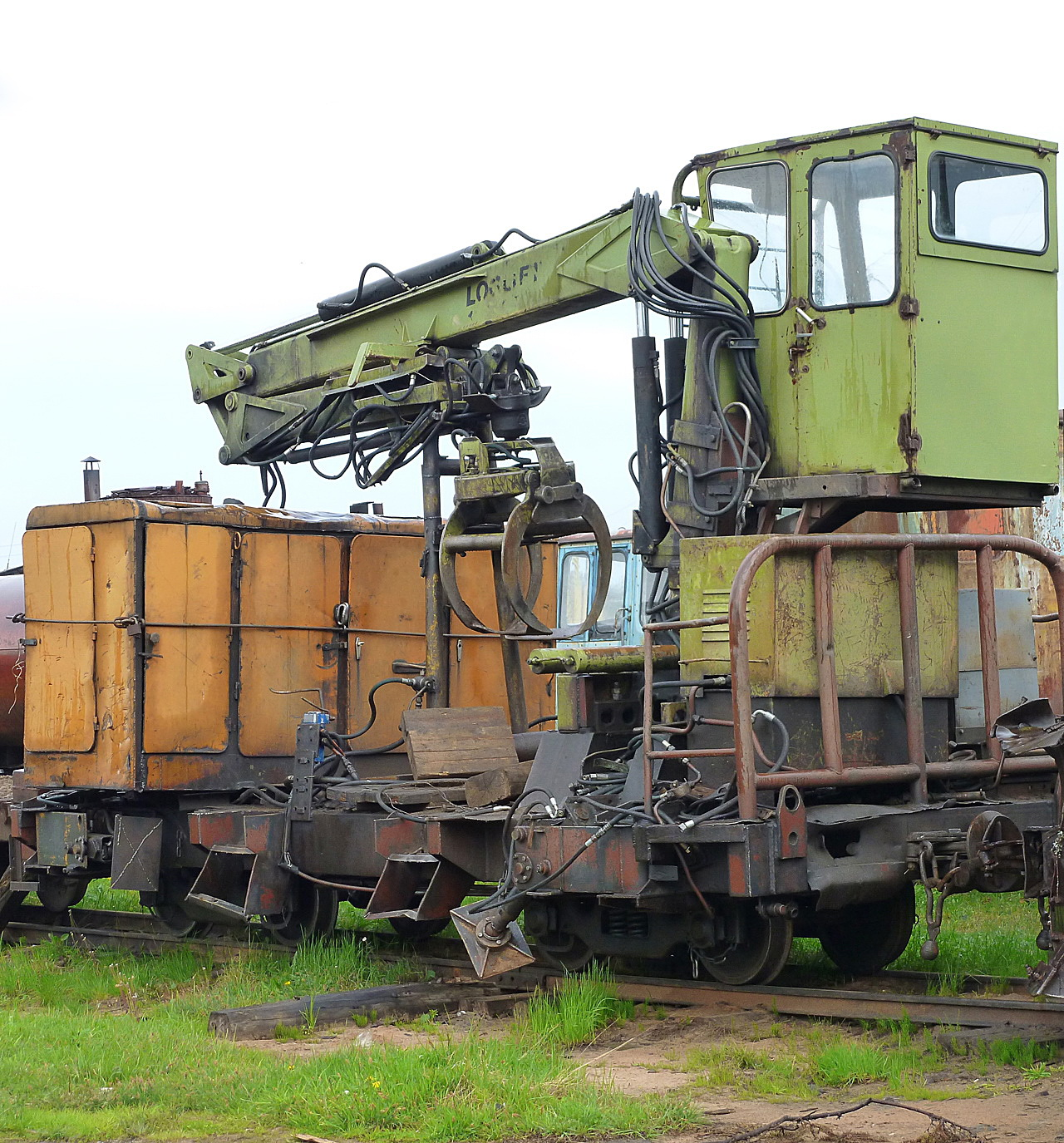
Кран-путеперекладчик ДМ-20 Loglift, Конецгорская УЖД
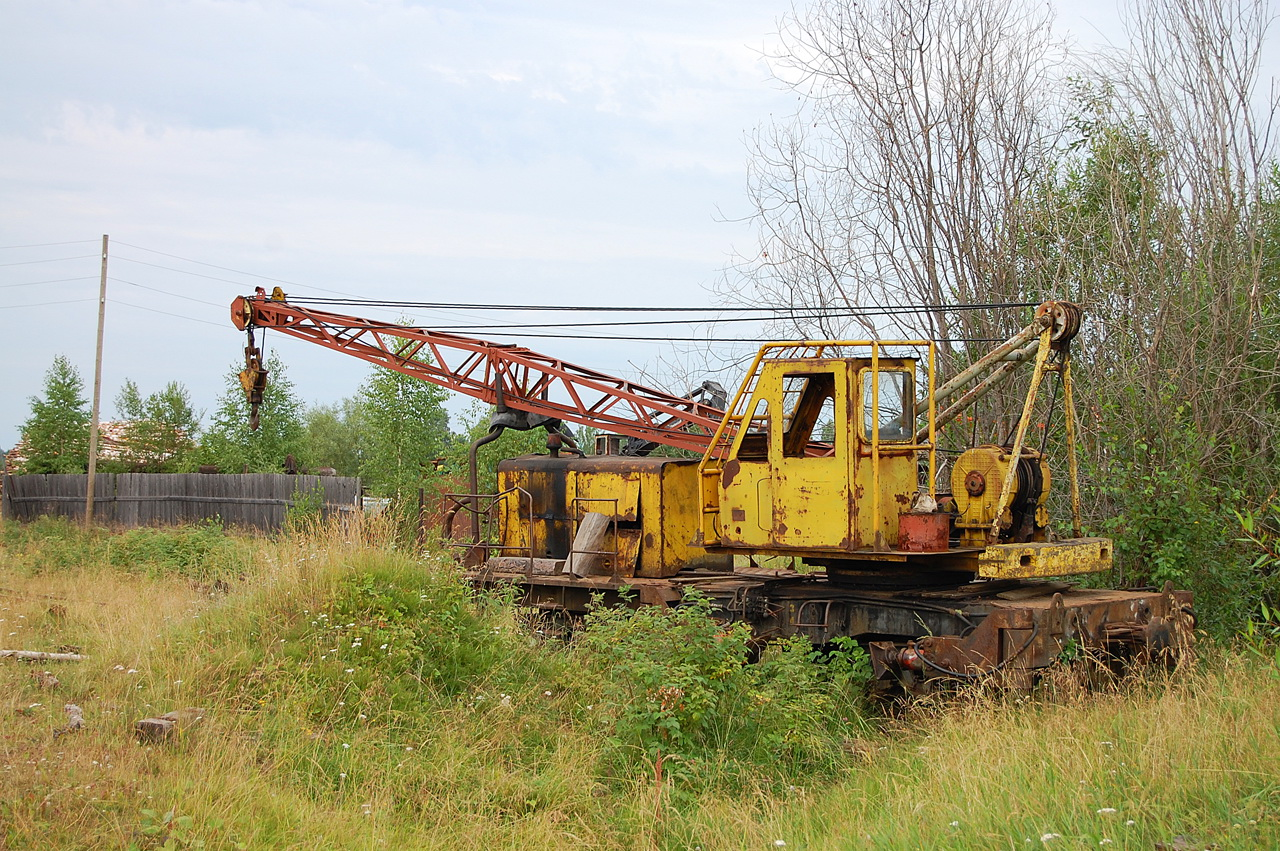
Несамоходная крановая установка ЛТ-110, Харитоновская УЖД
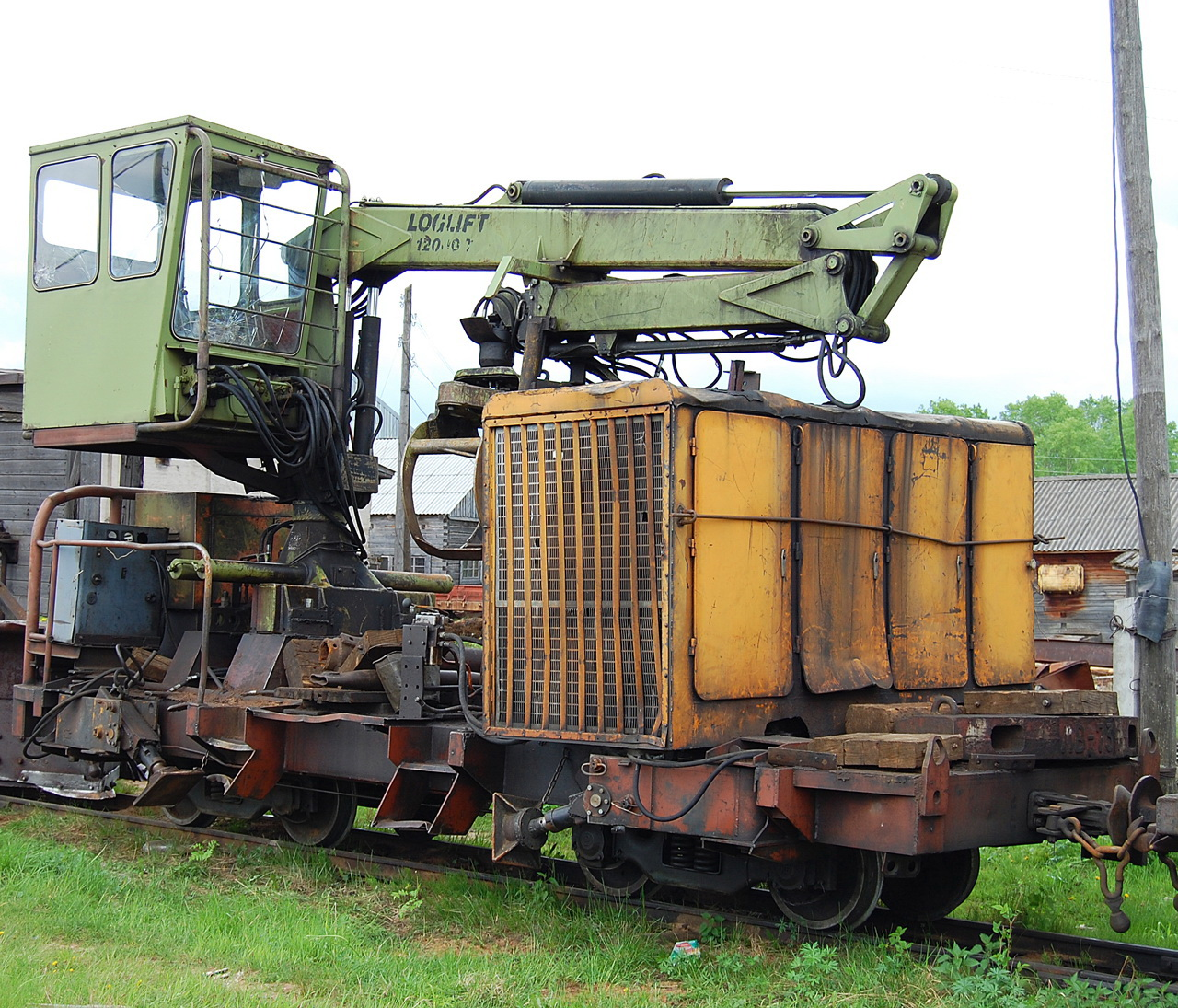
Кран-путеперекладчик ДМ-20 Loglift, Конецгорская УЖД